# 岗乌镇
岗乌镇，是中华人民共和国贵州省安顺市关岭布依族苗族自治县下辖的一个乡镇级行政单位。

## 行政区划
岗乌镇下辖以下地区：
新场坝社区、岗联村、柏寨村、打鼓村、新发村、上寨村、陇古村、正界村、谷目村、包包村、纳马村、丙坝村、木城村、简庄村、大寨村、坝弯村、毛草坪村、后坝村、小盘江村、中心村、磨石村和纳卜村。